# 女王大楼
女王大楼（英語：Queens Building）是毗邻希思罗机场二号航站楼的一座办公楼。1955年由英国女王伊丽莎白二世揭幕，2009年因二号航站楼重建工程被拆除。拆除前，女王大楼为英国机场管理局所用。

## 历史
女王大楼是作为伦敦机场新中心的一部分来建设的。建筑由弗雷德里克·吉伯德于1950年设计。建筑原定名称为“东部高楼”（英語：Eastern Apex Building），但在伊丽莎白二世女王为该建筑揭幕后，建筑更名“女王大楼”。女王大楼为机场的行政管理处所在，以及航空公司办公区和机场用地上唯一的商务和会议中心。1956年，女王大楼的跑道观景台和屋顶花园成为伦敦最受欢迎的景点之一暨航空迷心目中拍摄飞机的最佳机位。皇后大厦还设有移民拘留设施，最长可拘留五日。该设施的拘留功能在1994年转移到希思罗校区凯利之家酒店的新拘留营。
2005年，英国机场管理局应新T2工程，宣布拆除旧T2和女王大楼。时任英国机场管理局主席奈杰尔·陆克文爵士表示“女王大楼长期以来一直位于希思罗机场的中心，但过去必须为未来让路。”。尽管如此，皇后大厦在2006年进行扩建。原在女王大楼办公的航空公司陆续撤出，英国机场管理局将办公室迁往罗盘中心。拆除工作于2009年开始，原在T2到发的航班改在其他航站楼到发以协助工程。